# Malala Harbour
Malala Harbour (in der deutschen Kolonialzeit Kronprinzhafen genannt) ist eine Bucht an der Nordostküste Neuguineas im Norden der Provinz Madang von Papua-Neuguinea. Sie ist damit Teil der Bismarcksee.
Die Bucht wird durch einen Einschnitt in das Kernland Papuas gebildet, ist etwa 3 km breit und reicht etwa 1,5 km tief ins Land. Den äußeren westlichen Punkt der Bucht bildet die Landspitze Malala Point. Die Siedlung Malala, die aus einer ehemaligen Missionsstation hervorgegangen ist, liegt an der Küste der Bucht.
Ab 1899 war die Gegend um die Bucht Teil der deutschen Kolonie Neuguinea. Sie kam 1920 unter australische Mandatsverwaltung. Während des Zweiten Weltkriegs besetzte die japanische Armee Papua. 1975 wurde sie Teil des unabhängigen Staates Papua-Neuguinea.